# لیدسخندام-فوربورخ
شهر لیدسخندام-فوربورخ (به هلندی: Leidschendam-Voorburg) در هلند جنوبی در کشور هلند واقع شده‌است. جمعیت این شهر ۷۲٫۷۸۹ نفر  است.